# The Marbles
The Marbles was een Brits popduo uit de jaren 1960, bestaande uit Graham Bonnet en Trevor Gordon, die actief waren tussen 1968 en 1969. Hun enige bekende singles waren Only One Woman en The Walls Fell Down. Ze werden in die tijd ook geassocieerd met Barry, Robin en Maurice Gibb van Bee Gees.
Only One Woman werd nummer 5 in de UK Singles Chart in november 1968. Het duo ging in 1969 uit elkaar. Kort na hun splitsing, in 1970, brachten ze hun enige (titelloze) album uit.

## Bezetting
- Graham Bonnet[3] (geb. 23 december 1947)
- Trevor Gordon (geb. 5 mei 1948 - † 9 januari 2013)

## Geschiedenis
Bonnet en Gordon waren neven. Ze werden geboren in Skegness (Lincolnshire), hoewel Gordons webpagina In Memory Of vermeldt dat hij op 18 mei 1948 werd geboren in Blackpool (Lancashire). Terwijl Bonnet in Engeland verbleef, groeide Gordon op in Australië, waar hij Bee Gees voor het eerst ontmoette in 1964, waarop Gordon House Without Windows en And I'll Be Happy opnam. Beide nummers zijn geschreven door Barry Gibb. In 1965 nam Gordon de twee Barry Gibb-composities Little Miss Rhythm and Blues en Here I Am op. Gordon keerde in 1966 terug naar Engeland en nam één single op als Trev Gordon, keerde daarna terug naar Australië en keerde in 1967 weer terug naar Engeland om zich bij Grahams band The Graham Bonnet Set aan te sluiten. In 1968 werden ze The Marbles en tekenden een platencontract met de Australische platenlabelimpresario Robert Stigwood. Hoewel Stigwood alleen Bonnet en Gordon contracteerde, bleef drummer Steve Hardy van The Blue Sect/The Graham Bonnet Set met hen samenwerken. Het vocale werk van Hardy was op het nummer By the Light of the Burning Candle (oorspronkelijk met zang van Gordon; in juli 1968 werd het lied herwerkt met Bonnet op zang).
Ze raakten bevriend met de broers Barry, Robin en Maurice Gibb van Bee Gees, die zes nummers voor hen schreven en wat achtergrondzang verzorgden. Only One Woman werd in augustus 1968 uitgebracht in het Verenigd Koninkrijk en de Verenigde Staten en de single haalde de top 5 in het Verenigd Koninkrijk en was hun grootste hit. Na het uitbrengen van de debuutsingle maakte Bonnet een opmerking tegen een verslaggever dat Only One Woman een beetje saai was, wat Barry boos maakte. Hun tweede single The Walls Fell Down werd slechts nummer 28 in dezelfde hitlijst. Maar in Nederland had het meer succes: in april 1969 werd het nummer 3 in de top 40. Hun derde single I Can't See Nobody, een cover van het nummer van Bee Gees uit 1967, gearrangeerd door Jimmy Horowitz, werd alleen uitgebracht in Europa, behalve in het Verenigd Koninkrijk. In 1969 waren The Marbles uit elkaar. Hun vierde en laatste single Breaking Up Is Hard to Do (derde in Groot-Brittannië) werd internationaal niet in de hitlijst gebracht. I Can't See Nobody werd gekozen als de B-kant in het Verenigd Koninkrijk, Daytime in Europa en Little Laughing Girl in Amerika. In augustus 1970 bracht Cotillion Records hun enige (titelloze) album uit in de Verenigde Staten.
Na de splitsing begon Bonnet aan een lange solocarrière. Van 1978 tot 1980 was hij de leadzanger van Ritchie Blackmores Rainbow en formeerde hij in 1983 Alcatrazz. Gordon bracht het soloalbum Alphabet uit. Later werd hij muziekleraar. Hij overleed op 9 januari 2013 in Londen.
Only One Woman werd meermaals gecoverd. De Zweedse rockband Alien had er een nummer 1-hit mee in Zweden, en Uwe Ochsenknecht werd in 1992 met zijn versie nummer 21 in de Zwitserse hitparade.

## Discografie

### Singles
- 1968: Only one woman / By the light of the burning candle
- 1969: The walls fell down / Love you
- 1969: I can't see nobody / Little boy

### Albums
- 1970: The Marbles
- 1994: Marble-ized
- 2005: The Marbles (compilatie, met opnamen van 1968/1969)

### NPO Radio 2 Top 2000
| Nummers met noteringen in de NPO Radio 2 Top 2000 | '99  | '00  | '01  | '02  | '03  | '04  |
| ------------------------------------------------- | ---- | ---- | ---- | ---- | ---- | ---- |
| Only One Woman                                    | 1491 | 1625 | 1539 | 1795 | 1680 | 1949 |
| The Walls Fell Down                               | 1858 | 1949 | -    | -    | -    | -    |

1. ↑  Een '-' betekent dat het nummer niet was genoteerd en een vetgedrukt getal geeft de hoogste notering van een nummer aan.
2. ↑  Deze tabel is bijgewerkt tot en met de laatste editie (2024).